# Масерије Нигро (Авелино)
Масерије Нигро је насеље у Италији у округу Авелино, региону Кампанија.
Према процени из 2011. у насељу је живело 28 становника. Насеље се налази на надморској висини од 816 м.